# 屯門西繞道
屯門西繞道（英語：Tuen Mun Western Bypass）是一條已擱置興建的香港隧道，全長8.4公里，是10號幹線的一部份。經由新界屯門區西部，穿過青山連接港深西部公路及屯門至赤鱲角連接路，在青田路和9號幹線交匯。由於走線爭議大，2020年12月底政府決定更改方案，改行屯門東並易名為屯門繞道，預計2036年前完工。

## 計劃背景
根據於2000年3月的《新跨界通道可行性研究第一階段》所示，屯門西繞道興建的主要目的是連接港深西部公路（計劃當時稱后海灣幹線）及伶仃洋大橋（擬建的伶仃洋大橋，已由港珠澳大橋取代），以及代替另一對環境影響較大的后海灣海岸公路。港深西部公路的完成，此條公路的目的也轉為配合新界西北及大嶼山的長遠發展需要。
2007年，時任香港行政長官曾蔭權透過《2007至2008年度香港行政長官施政報告》宣佈計劃興建，目標於2016年前通車。
屯門西繞道走線原定由隧道及高架道路兩部分組成，原定在西鐵綫兆康站外屯門公路旁為高架道路路段，惟地區人士憂慮興建高架道路將會引致空氣污染、噪音污染、景觀影響及風水等等問題，有關部門於2015年年初檢討及修訂後，決定將走線更改為全隧道方案，車輛駛出隧道北面出入口後，將會直接經由青田路及屯門公路之間的交匯處接駁至新界西北其他地區。
2015年3月3日，屯門區議會舉行會議討論屯門西繞道的最新走線方案。考慮到地區人士的意見，路政署於2016年修改了走線方案，並將在2017年內委託顧問進行較深入的工程研究。
2020年12月下旬，屯門赤鱲角隧道通車在即，2007年已計劃興建的屯門西繞道，走線遲遲未定。有傳媒引述消息指路政署決定大改走線，新擬議的繞道改名為屯門繞道，途經屯門南部及大欖郊野公園，連接藍地交匯處接駁元朗公路及港深西部公路，預定2036年通車。

## 定線
繞道起始於屯門西南部第40區，連接屯門至赤鱲角連接路北段（屯門-赤鱲角隧道），原定綫為沿青山山脈東邊到達屯門西面連接青田路，在屯門公路興建連接路與港深西部公路交匯，並且考慮連接洪水橋新發展區。

## 外部連結
- HZMB港珠澳大橋 - 香港工程項目網站 : 屯門西繞道 （页面存档备份，存于）
- 申請環評研究所提交的工程項目簡介 （页面存档备份，存于）

| 论 编                                       | 香港10號幹線 |  |
|                                             |              |  |
| 深港西部通道／深圳灣公路大橋 - 港深西部公路 |              |  |
|                                             |              |  |